# Police Academy (série télévisée d'animation)
Pour les articles homonymes, voir Police Academy (homonymie).
Ne doit pas être confondu avec Police Academy (série télévisée).
Police Academy (Police Academy: The Animated Series) est une série télévisée d'animation américaine en 65 épisodes de 24 minutes produite par Warner Bros. et Ruby-Spears, basée sur les personnages du film Police Academy, diffusée du 10 septembre 1988 à 2 janvier 1989 en syndication.
En France, la série a été diffusée à partir du 2 juillet 1990 en clair sur Canal+ puis rediffusée à partir de septembre 1994 sur France 3 dans TéléTaz.

## Synopsis
Avec l'augmentation de la criminalité, la ville a besoin de plus de policiers, c'est pourquoi le maire décide de changer les conditions d'admission à l'académie de police.
Parmi les nouveaux cadets, se trouvent : Hightower, une montagne de muscles mais très gentil qui était auparavant fleuriste ; Sweetchuck, un homme de petite taille et d'une extrême timidité ; Tackleberry, un motard fanatique des armes à feu ; Callahan, une femme aux formes généreuses mais il faut se méfier des apparences ; Zed, un cas social complètement fou avec sa voix atypique ; Jones, un gars capable de reproduire n'importe quel son avec sa bouche ; et enfin le leader Mahoney, un jeune homme très intelligent et rusé mais qui ne supporte pas l'autorité.
Ce groupe détonant est dirigé par le commandant Lassard qui est maladroit et enchaîne catastrophe sur catastrophe. Cependant, ils vont avoir affaire non seulement aux malfrats de la pire espèce mais aussi au lieutenant Harris qui tente par tous les moyens de faire renvoyer Mahoney... mais ce dernier le lui rend bien en lui jouant de mauvais tours.

## Distribution

### Voix originales
- Ron Rubin (VF : Hervé Bellon) : Carey Mahoney
- Dan Hennessey (VF : Marc François/Philippe Peythieu) : Zed McGlunk /Eugene "Tack" Tackleberry
- Howard Morris (VF : Jean-Pierre Leroux/Claude Joseph) : Carl Sweetchuck/Professor
- Greg Morton (VF : Roland Timsit) : Larvell Jones/ Moses Hightower
- Len Carlson (VF : Patrick Guillemin) : Capitaine  Thaddeus Harris
- Don Francks (VF : Vincent Violette) : Thomas "House" Conklin/Sergent Carl Proctor
- Denise Pidgeon (VF : Martine Meiraghe/Kelvine Dumour) : Debbie Callahan/Laverne Hooks
- Tedd Dillon (VF : Marcel Guido) : Commandant Eric Lassard
- Roberto Colombo : Commandant Mauser

## Liste des épisodes

### Première saison
1. Le Bon, la Brute et le Bidon (The Good, the Bad and the Bogus)
2. Lâchez les chiens (Puttin' on the Dogs)
3. Le Fantôme du commissariat (Phantom of the Precinct)
4. Flics et Robots (Cops and Robots)
5. Ah que le blues! (Police Academy Blues)
6. Le Fantôme de l'opéra (A Blue Knight at the Opera)
7. Une histoire en or (Worth Her Weight in Gold)
8. Vive la mariée (For Whom the Wedding Bells Toll)
9. La Ruée vers l'ouest (Westward Ho Hooks)
10. Momie soit qui mal y pense (My Mummy Lies Over the Ocean)
11. La Revanche de Brutus (Numbskull's Revenge)
12. Appelez l'ambulance (Proctor, Call a Doctor!)
13. Petit Zed et la Grosse Bertha (Little Zed and Big Bertha)
14. Malédicti on (Curses on You!)
15. Haut les mains, on tourne  (Lights, Action, Coppers!)
16. Vive les vacances (Camp Academy)
17. La dent n'est pas creuse (The Tell Tale Tooth)
18. Monsieur Glook contre-attaque (Mr. Sleaze Versus Lockjaw)
19. Les Flics de l'espace (Spaced Out Space Cadets)
20. Le Petit Frère du grand frère (Sweetchuck's Brother)
21. Banzaï (Karate Cop)
22. La Bande des dix (The Hang Ten Gang)
23. Neuf flics et un bébé (Nine Cops and a Baby)
24. Poissons et Puces (Fish and Microchips)
25. Kesako Missaria (Precinct of Wax)
26. Flics toujours prêts (Cop Scouts)

### Deuxième saison
1. Prof Jekyll et gangster Hyde (Professor Jekyll and Gangster Hyde)
2. Le Gros (Operation Big House)
3. Le Syndicat du crime (Kingpin's Council of Crime)
4. Diamant flottant (Ship of Jewels)
5. Zed le précieux (Zilli on Dollar Zed)
6. Le Vol des BD (The Comic Book Caper)
7. Le Jugement bidon (The Monkey Trial)
8. La Course aux dollars (Rolling for Dollars)
9. C'est loupé Kinois (K-9 Corps and the Peking Pooch)
10. Pépère Noël (Santa With a Badge)
11. Ça me va comme un gant (Suitable for Framing)
12. Le Rock des flics (Rock Around the Cops)
13. Quand mon prince viendra (Prince and the Copper)
14. Alors tu voles ou quoi? (Now You Steal It, Now You Don't)
15. Maxime le fou (Mad Maxine)
16. Les Aléas du commerce (Trading Disgraces)
17. Champion (Champ)
18. La Roue de la fortune (Wheels of Fortune)
19. On se calme, mon louloup (The Wolf Who Cried Boy)
20. Tombe la neige (Snow Job)
21. Sauve qui peut (A Bad Knight for Tackleberry)
22. Sweetchuck superflic (Supercop Sweetchuck)
23. Dur Vaudou (Deja Voodoo)
24. Le Blues du bourdon (Flights of the Bumbling Blues)
25. Big Vurger (Big Burger)
26. Électrique Cité (Fat City)
27. On est bien peu de choses (Elementary, My Dear Coppers!)
28. Quoi de neuf, Mokteur? (Dr. Deadstone, I Presume)
29. Hilbilly Blues (The Hillbilly Blues)
30. Que le meilleur gagne (Survival of the Fattest)
31. Poubelle pour aller danser (The Junkman Ransoms the Ozone)
32. Hardis Lauréats (Grads on Tour)
33. De paire en fils (Like Coppers, Like Son)
34. Dix petits flics (Ten Little Cops)
35. Catastroflics (Big Top Cops)
36. Alpine K9S (Alpine K-9s)
37. Mon héros préféré (The Legend of Robin Good)
38. Hawaï neuf zéro (Hawaii Nine-0)
39. Au petit voleur la chance (Thieves Like Us)